# Pete Egoscue
Pete Egoscue (1945) is een Amerikaanse auteur en leverancier van gezondheidsdiensten. Het franchisesysteem, dat wordt beheerd vanuit het hoofdkantoor in San Diego, heeft momenteel (2020) meer dan 25 instituten in de Verenigde Staten, Mexico, Nederland en Japan. De Egoscue-methode is een houdingstherapie die tot doel heeft de functie van het bewegingsapparaat te verbeteren en te herstellen door middel van bewegingsoefeningen. Deze oefeningen corrigeren de lichaamshouding, waardoor lichamelijke pijnklachten zouden moeten verdwijnen. De meer dan 600 oefeningen komen uit verschillende domeinen zoals yoga, populaire sporten of zijn speciaal ontwikkeld.
Pete Egoscue heeft zelf geen medische opleiding. In de jaren zeventig liep hij een blessure op. Bij zijn revalidatie hield hij zich intensief bezig met het menselijk lichaam op het gebied van anatomie, fysiologie en biomechanica. Met zelfgekozen oefeningen versnelde hij zijn genezing aanzienlijk. Vervolgens paste Egoscue zijn opgedane kennis toe op vrienden en familie. Dit was de basis van zijn methode, die het lichaam beschouwt als een eenheid: je dient naar alle onderdelen van het lichaam te kijken bij lichamelijke problemen. Pijn in een knie kan bijvoorbeeld mogelijk worden veroorzaakt door een heup in disbalans. Door juist te focussen op het in balans brengen van de heup, kan de pijn in de knie mogelijk verholpen worden. De oefeningen van de methode zijn erop gericht het lichaam in de natuurlijke balans te krijgen door het spiergeheugen te trainen. Een betere houding van het lichaam vermindert daarna de kans op pijnklachten.
De methode is in de VS bekend geworden, hoewel er nog geen wetenschappelijke studies naar de effectiviteit zijn.

## Boeken
- Pete Egoscue, Roger Gittines: A Revolutionary Method for Stopping Chronic Pain 2000 ISBN 9780553379884
- Pete Egoscue, Roger Gittines: The Egoscue Method of Health Through Motion 1993 ISBN 9780060924300